# Mamudu Moro
Mamudu Moro, talvolta indicato come Mamudo Moro (7 marzo 1995), è un calciatore ghanese, centrocampista o attaccante dello Skövde AIK.

## Carriera
Moro è cresciuto in Ghana nella Golden Boot Academy, ma nel 2014 è approdato in Svezia per giocare nella settima serie nazionale con la maglia del Sjöbo IF. Nelle 12 partite in cui è rimasto in rosa, ha realizzato 14 reti. A stagione in corso, è salito di categoria passando al BW 90, altra squadra del comune di Sjöbo ma militante nella quarta serie nazionale.
Durante l'annata 2015 – iniziata sempre con i colori del BW 90 – Moro si è trasferito all'IFK Hässleholm, militante anch'esso nello stesso torneo.
Ingaggiato dal Mjällby in terza serie nel 2016, a fine stagione ha firmato un rinnovo contrattuale fino al 2018.
Al termine del suo secondo anno al Mjällby – durante il quale Moro si è imposto come miglior marcatore della squadra grazie ai 12 gol in 18 partite – la società è stata costretta a vendere il giocatore, il quale nella stagione seguente non avrebbe potuto giocare in giallonero nonostante il contratto in essere: il suo permesso di lavoro gli è stato infatti precluso da un errore contabile, che gli ha fatto figurare uno stipendio inferiore rispetto alle 14.300 corone svedesi necessarie per poter continuare a lavorare nel paese.
Anche in funzione di quest'ultimo fattore, in vista della stagione 2018 è avvenuta la sua cessione all'Helsingborg con un accordo biennale. Con i suoi 9 gol in 26 presenze nella Superettan 2018, ha contribuito alla conquista della promozione che ha riportato i rossoblu nella massima serie. Moro ha potuto così esordire in Allsvenskan nel corso della stagione 2019, terminata con la salvezza dell'Helsingborg.
Svincolato, ha continuato a giocare nel campionato di Allsvenskan con il ritorno al neopromosso Mjällby. La sua seconda parentesi al club è durata quattro anni, fintanto che al termine dell'Allsvenskan 2023 la dirigenza non ha rinnovato il suo contratto in scadenza.
La sua carriera è proseguita nella seconda serie svedese, con l'ingaggio biennale da parte dello Skövde AIK ufficializzato nel febbraio 2024.